# Ущелье Ахтычая
Ущелье Ахтычая - ущелье на юге Дагестана, в Рутульском и Ахтынском районах, образовано горными массивами Главного Кавказского, Гельмец-Ахтынского и Шалбуздагского хребтов. По дну ущелья на 63 километра тянется река Ахтычай, от которой ущелье получило название.

## Географическое положение
Ущелье начинается в Рутульском районе, у подножия северных склонов Главного Кавказского и южных склонов Гельмец-Ахтынского хребтов, в урочище Кябяк. До селения Хнов ущелье идёт на юг, затем сворачивает на восток, и после стыковки с Фийским ущельем на высоте 1455 м, идёт на северо-восток, оканчиваясь у долины реки Самур. После стыковки с Мазинским ущельем, дублирование Гельмец-Ахтынского хребта от Главного Кавказского переходит к Шалбуздагскому хребту.

## Геология
Ущелье сложено глинистыми аспидными сланцами и песчаниками. В средней части ущелья порфириты и туфогенные сланцы. В нижней части известняки.

## Климат
Климат в ущелье сухой, от альпийского в верховьях реки Ахтычай, до умеренно континентального в устье реки, у Самура. Дожди идут редко.

## Значение
Ущелье Ахтычая является самым крупным ущельем в бассейне реки Самур, после ущелья (долины) самого Самура. Дорога, проходящая по ущелью является единственной связью сёл южной части Ахтынского района с остальным миром. Также, ущелье отделяет Гельмец-Ахтынский хребет от Главного Кавказского и Шалбуздагского хребтов.

## Минеральные источники
В ущелье из-под земли бьют культивированные горячие серные целебные источники. Главным образом, у селений Ахты, Курукал, Ялджух и Хнов.

## Растительность
Ахтынский район беден лесами - лишь 0,6% его территории ими покрыто. В районе находится два относительно крупных лесных массива, один из них, Хрюгский, березово-осиновый лес, и в Ущелье Ахтычая. До высоты 3000 м ущелье покрыто тучными травами.

## Население
Население ущелья двунационально. В сёлах Борч и Хнов проживают рутульцы. А в сёлах Смугул, Миджах, Курукал и Ахты лезгины.

## Ущелья
Поскольку ущелье является долиной реки, оно имеет многочисленные, поперечные, малые ущелья.
- Ущелья Главного Кавказского хребта:
  - Ущелье Кябякчая.
  - Ущелье Каравансарайчая
  - Ущелье Галагатхета
  - Ущелье Даличая
  - Ущелье Кизилдере (Хновское ущелье)
  - Гдымское ущелье
  - Фийское ущелье
  - Мазинское ущелье
- Ущелья Шалбуздагского хребта:
  - Ущелье Магулахчая
- Ущелья Гельмец-Ахтынского хребта:
  - Ущелье Каминчая
  - Кудчахское ущелье